# Список глав государств в 1158 году
Список глав государств в 1157 году — 1158 год — Список глав государств в 1159 году — Список глав государств по годам

## Азия
- Аббасидский халифат — Аль-Муктафи Лиамриллах, халиф (1136 — 1160)
- Анатолийские бейлики —
  - Артукиды — 
    - Фахр ад-дин Кара-Арслан ибн Дауд, эмир (Хисн Кайф) (1144 — 1167)
    - Алпы Наджм, эмир (Мардин) (1152 — 1176)

  - Данишмендиды — 
    - Ягы-басан, мелик (в Сивасе) (1142 — 1164)
    - Зуль Карнайн, эмир (в Малатье) (1152 — 1162)

  - Иналогуллары — Махмуд, эмир (1142 — 1183)
  - Менгджуки (Менгучегиды) — Фахр ад-дин Бахрам-шах, бей (1155 — 1218)
  - Салтукиды — Салтук II, эмир (1132 — 1168)
  - Шах-Армениды — Сукман II Насир ад-дин , эмир (1128 — 1185)
- Антиохийское княжество — Констанция, княгиня (1130 — 1163)
- Армения —
  - Киликийское царство — Торос II Великий, князь (1145 — 1169)
  - Сюникское царство — Григор II Сенекеримян, царь (1096 — 1166)
- Восточно-Караханидское ханство — 
  - Мухаммед III Богра-хан, хан (в Кашгаре) (1156 — 1180)
  - Махмуд Туга-хан, хан (в Узкенде) (1156 — 1162)
- Газневидское государство — Хосров-шах, султан (1157 — 1160)
- Грузинское царство — Георгий III, царь (1156 — 1184)
- Гуриды — Ала уд-Дин Хусайн, султан (1152 — 1161)
  - Фахр уд-Дин Масуд, малик (в Бамийане) (1152 — 1163)
- Дайвьет — Ли Ан Тонг, император[англ.] (1138 — 1175)
- Дали (Дачжун) — Дуань Чжэнсин, король (1147 — 1171)
- Западно-Караханидское ханство — Али Чагры-хан, хан (1156 — 1163)
- Иерусалимское королевство — Балдуин III, король (1153 — 1162)
- Ильдегизиды — Шамс ад-Дин Ильдегиз, великий атабек (1136 — 1175)
- Индия —
  - Западные Чалукья[англ.] — Тайлапа III, махараджа (1151 — 1164)
  - Калачури[англ.] — Биджала II, раджа[англ.] (1157 — 1167)
  - Качари — Суражит, царь (ок. 1155 — ок. 1180)
  - Пала — Маданапала, царь (1144 — 1162)
  - Сена — Виджая Сена, раджа (1096 — 1159)
  - Соланки — Кумарапала, раджа (1143 — 1173)
  - Хойсала — Нарасимха I, перманади (1152 — 1173)
  - Чандела — Маданаварман, раджа (1128 — 1165)
  - Чола — Раджараджа Чола II, махараджа (1150 — 1173)
  - Ядавы (Сеунадеша) — Амарагангея, махараджа (1150 — 1160)
- Иран —
  -  Баванди — Шах Гази Рустам IV, испахбад (1142 — 1165)
  -  Хазараспиды — Абу Тахир ибн Мухаммад, атабек (1148 — 1203)
- Йемен —
  - Зурайиды — Имран, амир (1153 — 1166)
  - Наджахиды — 
    - Фатик III бин Мухаммад, амир (1137 — 1158)
    - в 1158 году ликвидированы Махдидами

  -  Хамданиды — Хатим III бин Ахмад, султан (1139 — 1161)
- Кедах — Муджафар Шах I, султан[англ.] (1136 — 1179)
- Кедири — Джаябхайя, раджа (ок. 1135 — ок. 1159)
- Китай — 
  -  Империя Сун  — Гао-цзун (Чжао Гоу), император (1127 — 1162)
  - Западное Ся — Жэнь-цзун (Ли Жэньсяо), император (1139 — 1193)
    - Найманское ханство — Наркеш Дайын, найманский хан (1125- 1160)
    - Керейтское ханство — Хурджакус (Кириакос или Григорий) Буюрук-хан (1150е—1171)
    - Монгольское ханство — Хутула-хан (1156 — 1160)

  - Каракитайское ханство (Западное Ляо) — Елюй Илия, гурхан (1150 — 1163)
  - Цзинь — Ваньянь Дигунай (Хайлин-ван), император (1149 — 1161)
- Кхмерская империя (Камбуджадеша) — Дхараниндраварман II, император (1150 — 1160)
- Конийский (Румский) султанат — Кылыч-Арслан II, султан (1156 — 1192)
- Корея (Корё)  — Ыйджон, ван (1146 — 1170)
- Лемро — Датараза, царь[англ.] (1153 — 1165)
- Мальдивы — Довеми, султан (1153 — 1166)
- Паган — Ситу I, царь[англ.] (1112/1113 — 1167)
- Полоннарува — Паракрамабаху I, царь (1153 — 1186)
- Сельджукская империя — 
  - Иракский султанат — Мухаммад II, султан (1153 — 1159)
  - Керманский султанат — Тогрул-шах, султан (1156 — 1167)
  - Нур ад-Дин Махмуд, атабек Алеппо (1146 — 1174)
  - Нур ад-Дин Махмуд, эмир Дамаска (1154 — 1174)
  - Кутб ад-Дин Мавдуд, эмир Масула (1149 — 1170)
- Сунда — Дармакусумах, махараджа (1156 — 1175)
- Графство Триполи — Раймунд III, граф (1152 — 1187)
- Тямпа — Джая Хариварман I, князь (1147 — 1167)
- Государство Хорезмшахов — Тадж ад-Дин Ил-Арслан, хорезмшах (1156 — 1172)
- Шеддадиды (Анийский эмират) — Фадл V, эмир (1155 — 1161)
- Ширван — Минучихр III Великий, ширваншах (1120 — 1160)
- Япония — 
  - Го-Сиракава, император (1155 — 1158)
  - Нидзё, император (1158 — 1165)

## Африка
- Альмохады — Абд аль-Мумин, халиф (1130 — 1163)
- Гана — Муса, царь (1140 — 1160)
- Гао — Бере Фолоко, дья (ок. 1140 — ок. 1170)
- Зириды — Аль-Хасан ибн Али, эмир (1121 — 1163)
- Канем — Бири I, маи (1150 — 1176)
- Килва — Давуд ибн Сулейман, султан (1131 — 1170)
- Макурия — 
  - Георгий IV, царь (ок. 1130 — ок. 1158)
  - Моисей, царь (ок. 1158 — ок. 1174)
- Нри[англ.] — Намоке, эзе[англ.] (1090 — 1158)
- Фатимидский халифат — Аль-Фаиз Бинасруллах, халиф (1154 — 1160)
- Эфиопия — Гебре Мескель Лалибела, император (1119 — 1159)

## Европа
- Англия — Генрих II Плантагенет, король (1154 — 1189)
- Босния — Борич, бан (1154 — 1167)
- Венгрия — Геза II, король (1141 — 1162)
- Венецианская республика — Витале II Микель, дож (1156 — 1172)
- Византийская империя — Мануил I Комнин, император (1143 — 1180)
- Дания — Вальдемар I Великий, король (1157 — 1182)
- Ирландия — Муйрхертах Мак Лохлайнн, верховный король (1156 — 1166)
  - Айлех — Муйрхертах Мак Лохлайнн, король (1136 — 1143, 1145 — 1166)
  - Десмонд — Диармайт Мор Маккарти, король (1143 — 1175, 1176 — 1185)
  - Дублин — Бротар мак Торкайл, король (1148 — 1160)
  - Коннахт — Руайдри Уа Конхобайр, король (1156 — 1183)
  - Лейнстер — Диармайт Мак Мурхада, король (1126 — 1171)
  - Миде — 
    - Диармайт Мак Домнайлл Уа Маэл Сехлайнн, король (1155 — 1156, 1157 — 1158, 1160 — 1169)
    - Доннхад мак Домнайлл Уа Маэ Сехлайнн, король (1155 — 1155, 1156 — 1157, 1158 — 1160)

  - Ольстер — 
    - Аэд мак Кон Улад мак Дуйнн Слейбе, король (1157 — 1158)
    - Эохайд мак Кон Улад мак Дуйнн Слейбе, король (1158 — 1166)

  - Томонд — Тойрделбах мак Диармайта, король (1142 — 1167)
- Испания —
  - Ампурьяс — Уго III, граф (ок. 1154 — ок. 1173)
  - Арагон — Петронила, королева (1137 — 1164)
  - Барселона — Рамон Беренгер IV, граф (1131 — 1162)
  - Кастилия — 
    - Санчо III, король (1157 — 1158)
    - Альфонсо VIII, король (1158 — 1214)

  - Леон — Фердинанд II, король Леона (1157 — 1188)
  - Майорка (тайфа) — Исхак, эмир (1156 — 1183)
  - Наварра — Санчо VI, король (1150 — 1194)
  - Пальярс Верхний — Артау (Артальдо) III, граф (ок. 1124 — ок. 1167)
  - Пальярс Нижний — Арнау Миро I, граф (1124 — 1174)
  - Прованс — Раймонд Беренгер II, граф (1144 — 1166)
  - Урхель — Эрменгол VII, граф (1154 — 1184)
- Киевская Русь (Древнерусское государство) — 
  - Изяслав Давыдович, великий князь Киевский (1155 — 1155, 1157 — 1158, 1161 — 1161)
  - Мстислав Изяславич, великий князь Киевский (1158 — 1159, 1167 — 1169, 1170)
  -  Владимиро-Суздальское княжество — Андрей Юрьевич Боголюбский, князь (1157 — 1174)
  -  Волынское княжество — Мстислав Изяславич, князь (1157 — 1170)
  -  Галичское княжество — Ярослав Владимирович Осмомысл, князь (1153 — 1187)
  -  Городенское княжество — Борис Всеволодович, князь (1141 — ок. 1166)
  -  Дорогобужское княжество — Владимир Андреевич, князь (1150 — 1152, 1156 — 1170)
  -  Луцкое княжество — Ярослав Изяславич, князь (1154 — 1180)
  -  Муромское княжество — Владимир Святославич, князь (1147 — 1149, 1153 — 1161)
  -  Новгород-Северское княжество — Святослав Всеволодович, князь (1157 — 1164)
  -  Новгородское княжество — Святослав Ростиславич, князь (1157 — 1160, 1161 — 1168)
  -  Переяславское княжество — Глеб Юрьевич, князь (1154 — 1169)
  -  Полоцкое княжество — Ростислав Глебович, князь (1151 — 1159)
    -  Витебское княжество — Всеслав Василькович, князь (1132 — 1162, 1175 — 1178, ок. 1181 — 1186)
    -  Друцкое княжество — 
      - Глеб Ростиславич, князь (1151 — 1158)
      - Рогволод Борисович, князь (1127 — 1129, 1140 — 1144, 1158 — 1159, 1162 — ок. 1171)

    -  Минское княжество — Володарь Глебович, князь (1151 — 1159, 1165 — 1167)

  -  Рязанское княжество — Владимир Святославич, князь (1153 — 1161)
  -  Смоленское княжество — Ростислав Мстиславич, князь (1127 — 1159)
  -  Туровское княжество — Юрий Ярославич, князь (1157 — 1167)
  -  Черниговское княжество — Святослав Ольгович, князь (1157 — 1164)
- Норвегия — 
  - Инги I Горбун, король (1136 — 1161)
  - Хакон II Широкоплечий, король (1157 — 1162)
- Островов королевство — Сомерлед, король (1156 — 1164)
- Папская область — Адриан IV, папа римский (1154 — 1159)
- Польша — Болеслав IV Кудрявый, князь-принцепс (1146 — 1173)
  - Великопольское княжество — Мешко, князь[англ.] (1138 — 1179, 1181 — 1202)
  - Сандомирское княжество — Генрих, князь (1146 — 1166)
  - Силезское княжество — Болеслав Кудрявый, князь[англ.] (1146 — 1163)
  - Мазовецкое княжество — Болеслав Кудрявый, князь[англ.] (1138 — 1173)
- Померания — 
  - Померания-Деммин — Казимир I, князь (1156 — 1180)
  - Померания-Штеттин — Богуслав I, князь (1156 — 1187)
- Померелия (Поморье) — Собеслав I, князь (1155 — 1177)
- Португалия — Афонсу I Великий, король (1139 — 1185)
- Священная Римская империя — Фридрих I Барбаросса, император Священной Римской империи, король Германии (1155 — 1190)
  - Австрия — Генрих II Язомирготт, герцог (1156 — 1177)
  - Бавария — Генрих XII Лев, герцог (1156 — 1180)
  - Баден — Герман III, маркграф (1130 — 1160)
  - Бар — Рено II, граф (1149 — 1170)
  - Берг — Адольф II (IV), граф (1106 — 1160)
  - Бранденбург — Альбрехт Медведь, маркграф (1157 — 1170)
  - Верхняя Лотарингия — Матье I, герцог (1139 — 1176)
  - Вюртемберг — 
    - Людвиг I, граф (1143 — 1158)
    - Людвиг II, граф (1158 — 1181)

  - Гелдерн — Генрих I, граф (1131 — 1182)
  - Голландия — Флорис III, граф (1157 — 1190)
  - Гольштейн — Адольф II, граф (1130 — 1137, 1142 — 1164)
  - Каринтия — Генрих V, герцог (1144 — 1161)
  - Клеве — Дитрих II, граф (1147 — 1172)
  - Лимбург — Генрих II, герцог (1139 — 1167)
  - Лувен — Готфрид III Смелый, граф (1142 — 1190)
  - Лужицкая (Саксонская Восточная) марка — Дитрих II, маркграф (1156 — 1185)
  - Люксембург — Генрих IV Слепой, граф (1136 — 1196)
  - Мейсенская марка — Оттон II Богатый, маркграф (1156 — 1190)
  - Монбельяр — Тьерри II, граф (1105 — 1163)
  - Монферрат — Вильгельм V Старый, маркграф (ок. 1136 — 1191)
  - Намюр — Генрих I (Генрих IV Люксембургский), граф (1139 — 1189)
  - Нассау — Вальрам I, граф (1154 — 1198)
  - Нижняя Лотарингия — Готфрид VII, герцог (1142 — 1190)
  - Ольденбург — Христиан I, граф (1143 — 1167)
  - Рейнский Пфальц — Конрад, пфальцграф (1156 — 1195)
  - Саарбрюккен — Симон I, граф (1135 — 1182)
  - Савойя — Гумберт III, граф (1148 — 1189)
  - Саксония — Генрих Лев, герцог (1142 — 1180)
  - Салуццо — Манфред I, маркграф (1125 — 1175)
  - Сполето — Вельф VI, герцог (1152 — 1160)
  - Тюрингия — Людвиг II Железный, ландграф (1140 — 1172)
  - Церинген — Бертольд IV, герцог (1152 — 1186)
  - Чехия — Владислав I, король (1158 — 1172)
    - Брненское княжество — Конрад II, князь (1156 — ок. 1161)
    - Зноемское княжество — Конрад II, князь (1123 — ок. 1161)
    - Оломоуцкое княжество — Ота III Детлеб, князь (1140 — 1160)

  - Швабия — Фридрих IV, герцог (1152 — 1167)
  - Штирия (Карантанская марка) — Отакар III, маркграф (1129 — 1164)
  - Эно (Геннегау) — Бодуэн IV, граф (1120 — 1171)
  - Юлих — Вильгельм I, граф (1143 — 1176)
- Сербия —
  - Дукля — Деса Вуканович, жупан (1148 — 1162)
  - Рашка — Урош II, великий жупан (1145 — 1161/1162)
- Сицилийское королевство — Вильгельм I Злой, король (1154 — 1166)
  - Апулия и Калабрия — Рожер IV, герцог (1156 — 1161)
  - Таранто — Вильгельм II Добрый, князь (1157 — 1189)
- Уэльс —
  - Гвинед — Оуайн ап Грифид, король (1137 — 1170)
  - Дехейбарт — Рис ап Грифид, король (1155 — 1197)
  - Поуис — Мадог ап Маредид, король (1132 — 1160)
- Франция — Людовик VII, король (1137 — 1180)
  - Аквитания — Алиенора, герцогиня (1137 — 1204)
    - Арманьяк — Жеро III, граф (1110 — 1160)

  - Ангулем — Гильом VI, граф (1140 — 1179)
  - Анжу — Генрих II Плантагенет, граф (1151 — 1189)
  - Блуа — Тибо V, граф (1152 — 1191)
  - Бретань — Конан IV, герцог (1156 — 1166)
    - Нант — 
      - Жоффруа I Анжуйский, граф (1156 — 1158)
      - Конан IV, граф (1158)
      - Генрих II Плантагенет, граф (1158 — 1185)

    - Ренн — Коэль IV, граф (1156 — 1166)

  - Булонь — Вильгельм, граф (1153 — 1159)
  - Бургундия (герцогство) — Эд II, герцог (1143 — 1162)
  - Бургундия (графство) — Беатрис I, пфальцграфиня (1148 — 1184)
  - Вермандуа — Гуго II, граф (1152 — 1160)
  - Макон — Жеро I, граф (1155 — 1184)
  - Невер — Гильом III, граф (1148 — 1161)
  - Нормандия — Генрих II Плантагенет, герцог (1150 — 1189)
  - Овернь — Гильом VIII, граф (1155 — 1182)
  - Прованс — 
    - Раймунд V Тулузский, маркиз (1148 — 1194)
    - Альфонс II Тулузский, маркиз (1148 — ок. 1175)

  - Руссильон — Госфред III, граф (1113 — 1164)
  - Тулуза — 
    - Раймонд V, граф (1148 — 1194)
    - Альфонс II, граф (1148 — ок. 1175)

  - Фландрия — Тьерри Эльзасский, граф (1128 — 1168)
  - Фуа — Роже Бернар I, граф (1148 — 1188)
  - Шалон — Гильом I, граф (1113 — 1166)
  - Шампань — Генрих I, граф (1152 — 1181)
- Швеция — Эрик IX Святой, король (1156 — 1160)
- Шотландия — Малькольм IV, король (1153 — 1165)

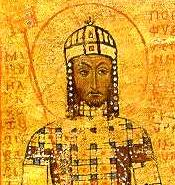
Мануил I Комнин 1143-1180 Император Византии
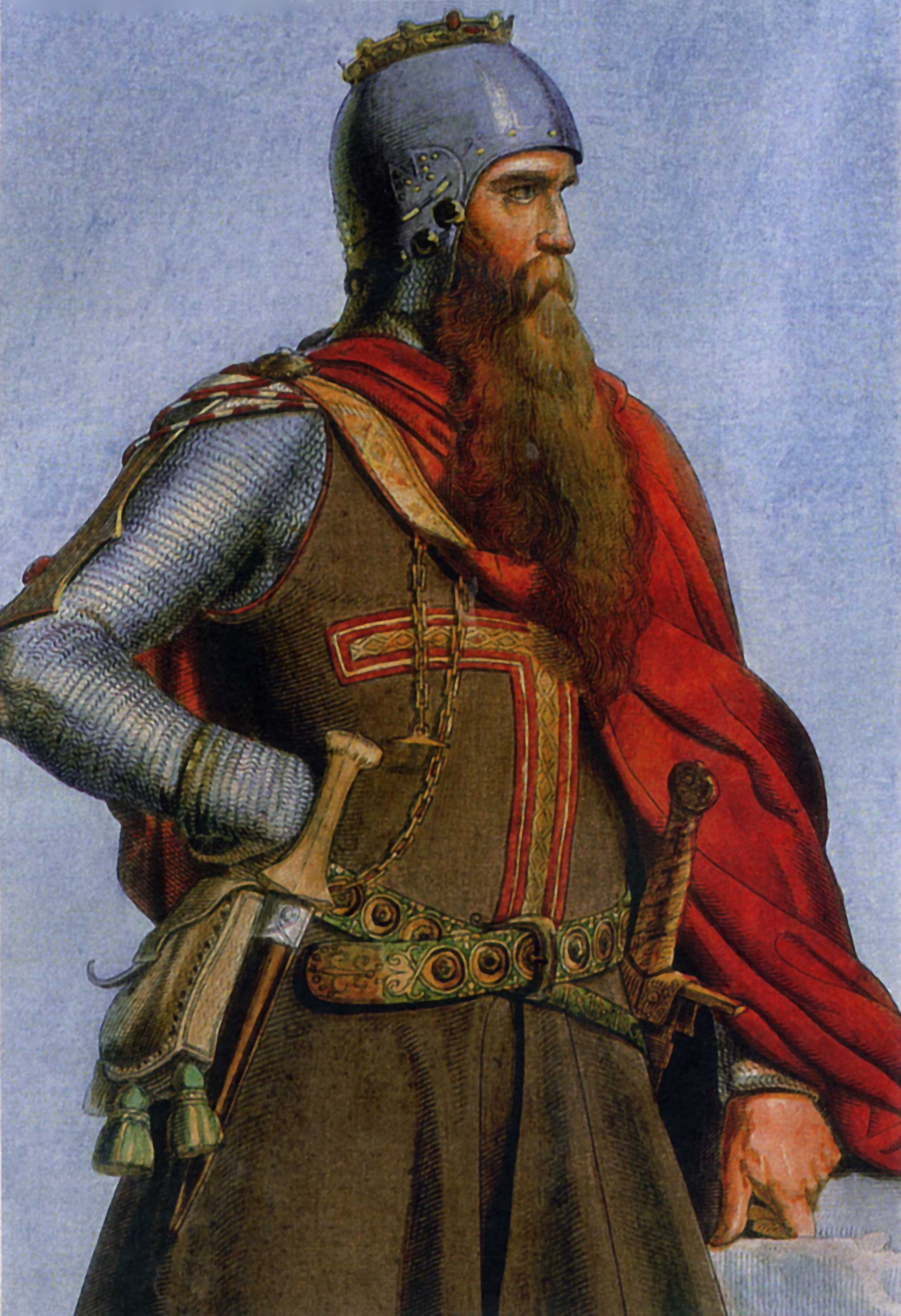
Фридрих I Барбаросса 1155-1190 Император Священной Римской империи
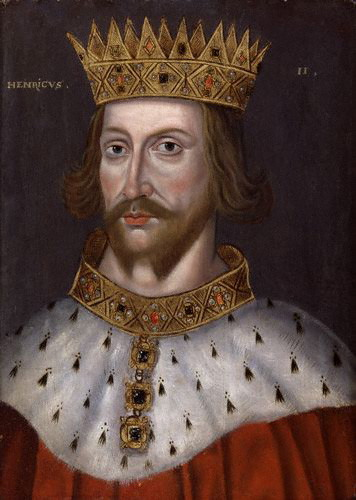
Генрих II Плантагенет 1154-1189 Король Англии
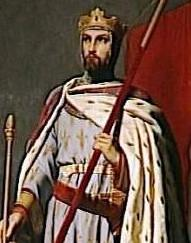
Людовик VII 1137-1180 Король Франции
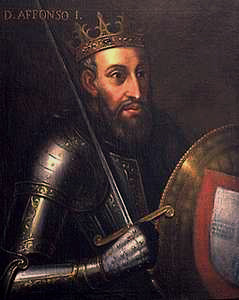
Афонсу I Великий 1139-1185 Король Португалии
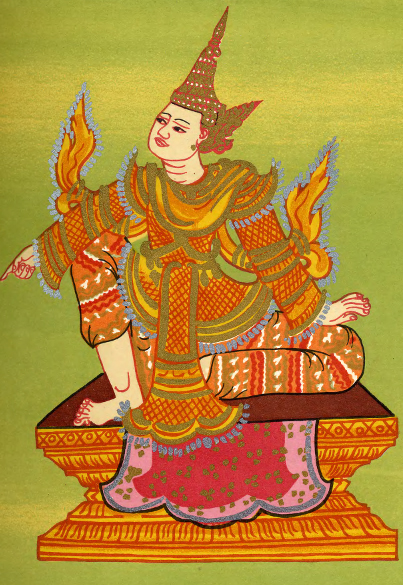
Ситу I 1112-1167 Царь Пагана
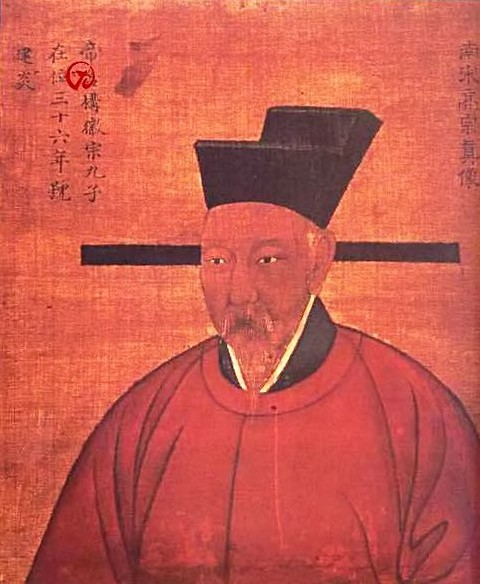
Гао-цзун 1027-1162 Император Китая
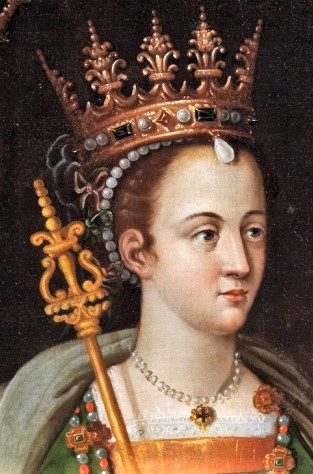
Петронилла 1137-1164 Королева Арагона
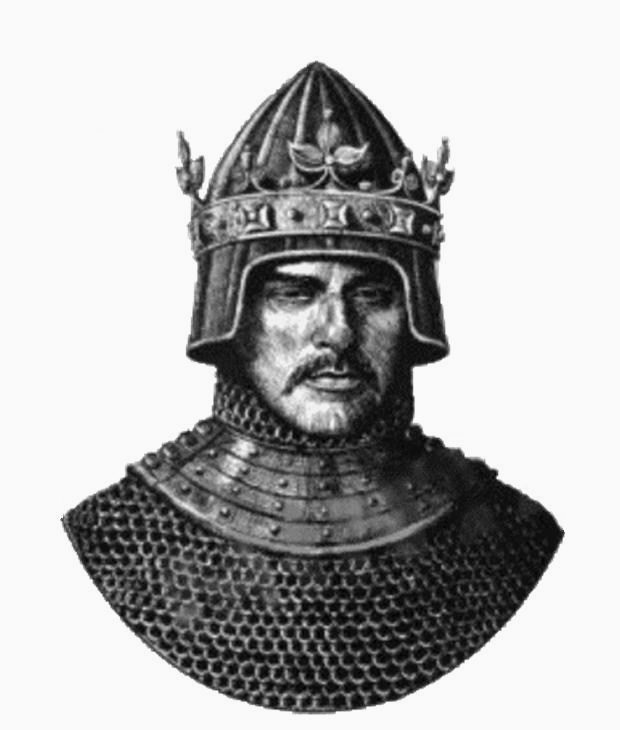
Геза II 1141-1162 Король Венгрии
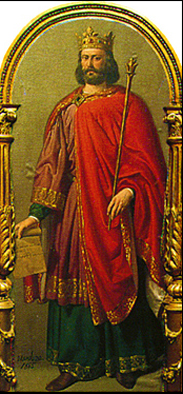
Санчо VI Мудрый 1150-1194 Король Наварры
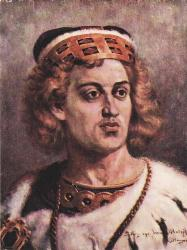
Болеслав IV Кудрявый 1146-1173 Князь-принцепс Польши
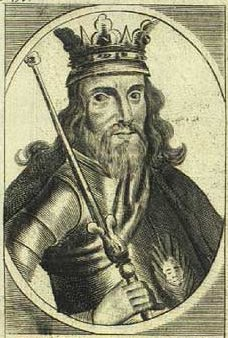
Вальдемар I Великий 1157-1182 Король Дании
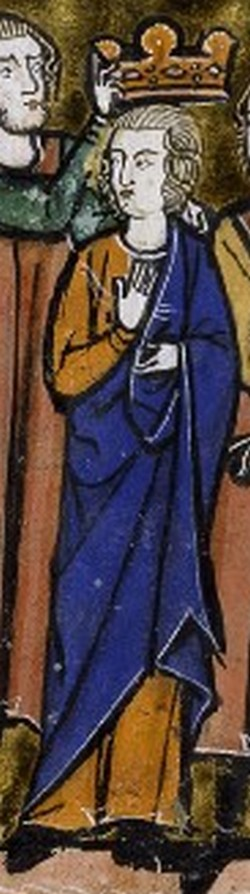
Балдуин III 1153-1162 Король Иерусалима
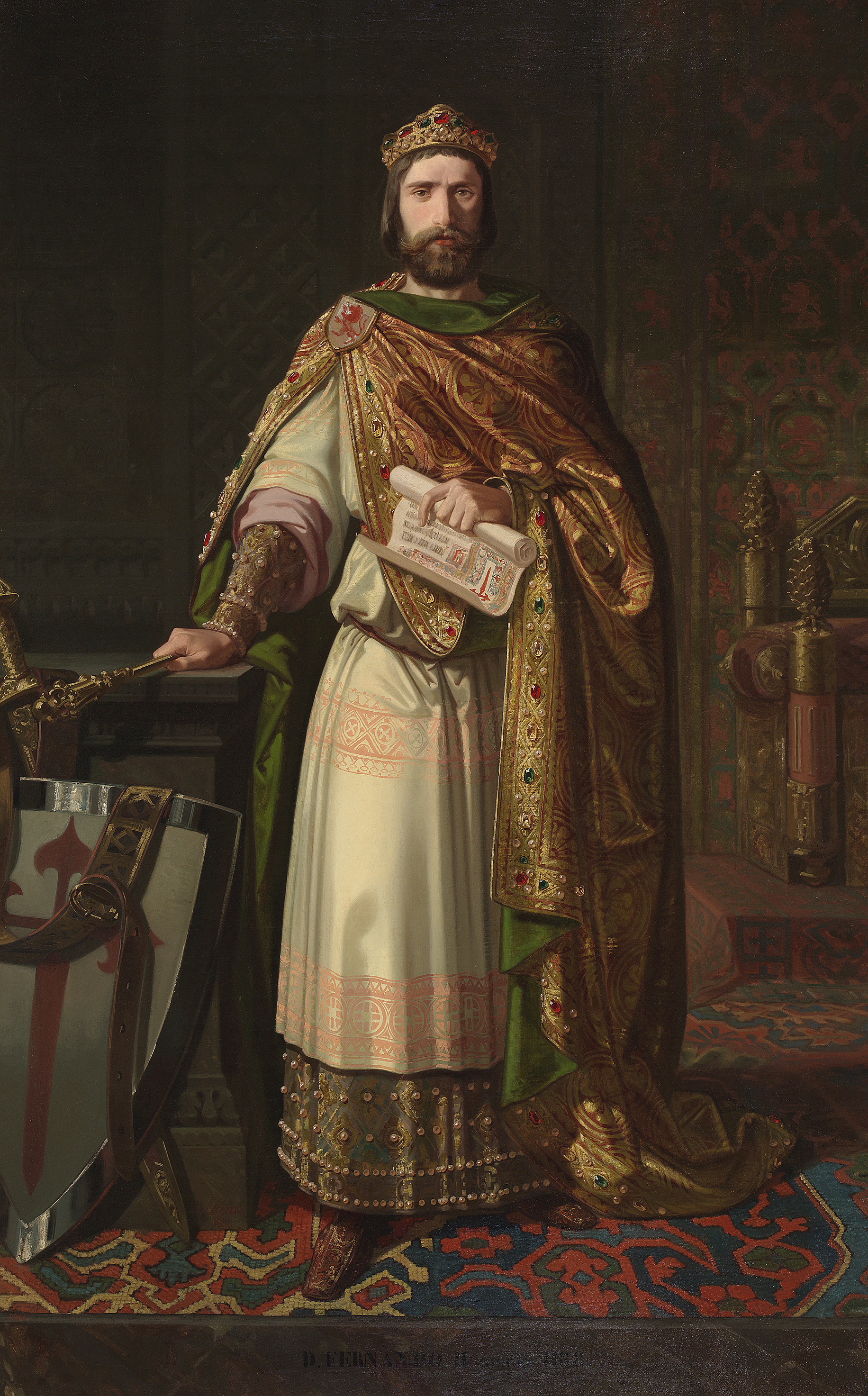
Фердинанд II 1157-1188 Король Леона
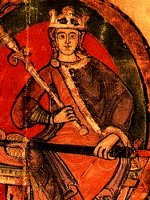
Малкольм IV 1153-1165 Король Шотландии
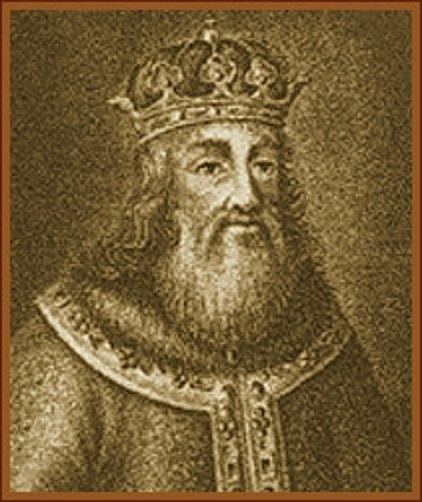
Изяслав Давыдович 1157-1158 Великий князь Киевский
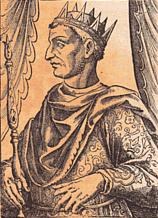
Вильгельм I Злой 1154-1166 Король Сицилии
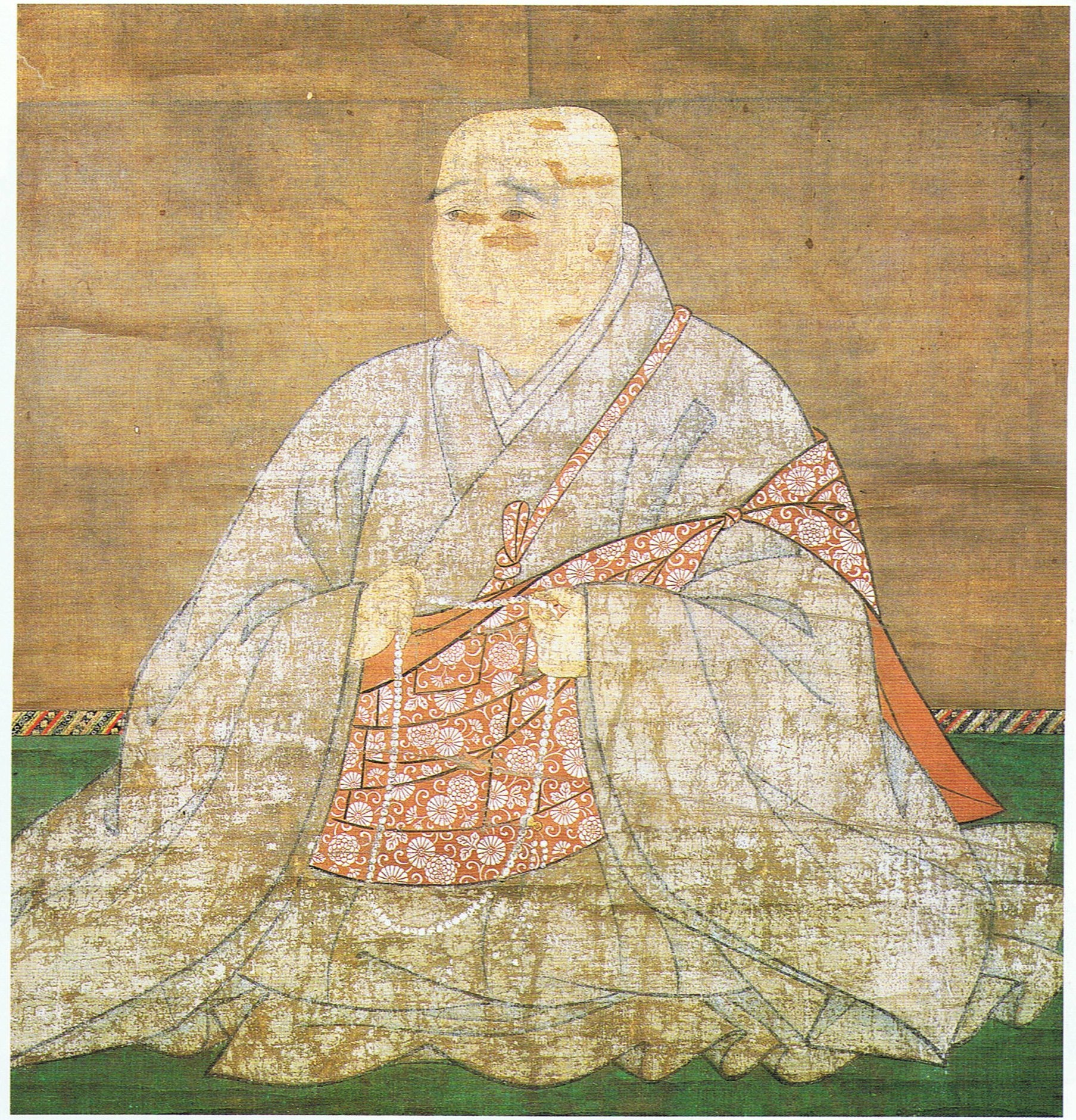
Го-Сиракава 1155-1158 Император Японии
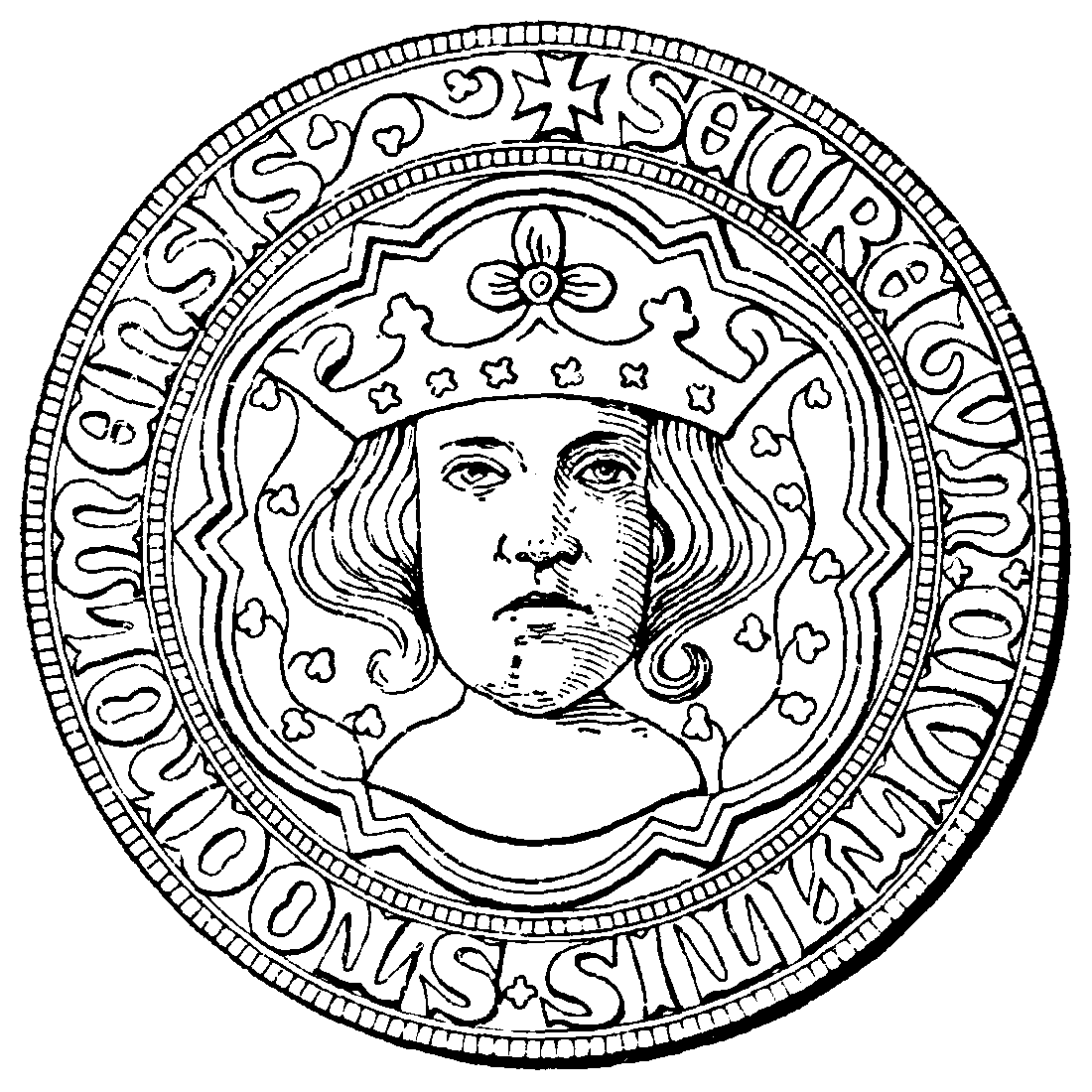
Эрик IX Святой 1156-1160 Король Швеции
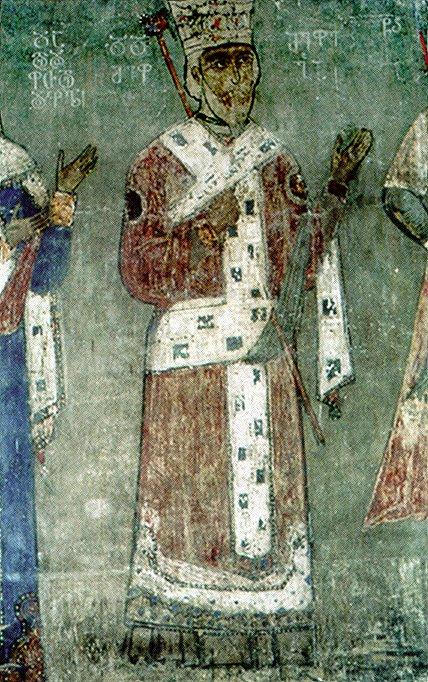
Георгий III 1156-1184 Царь Грузии
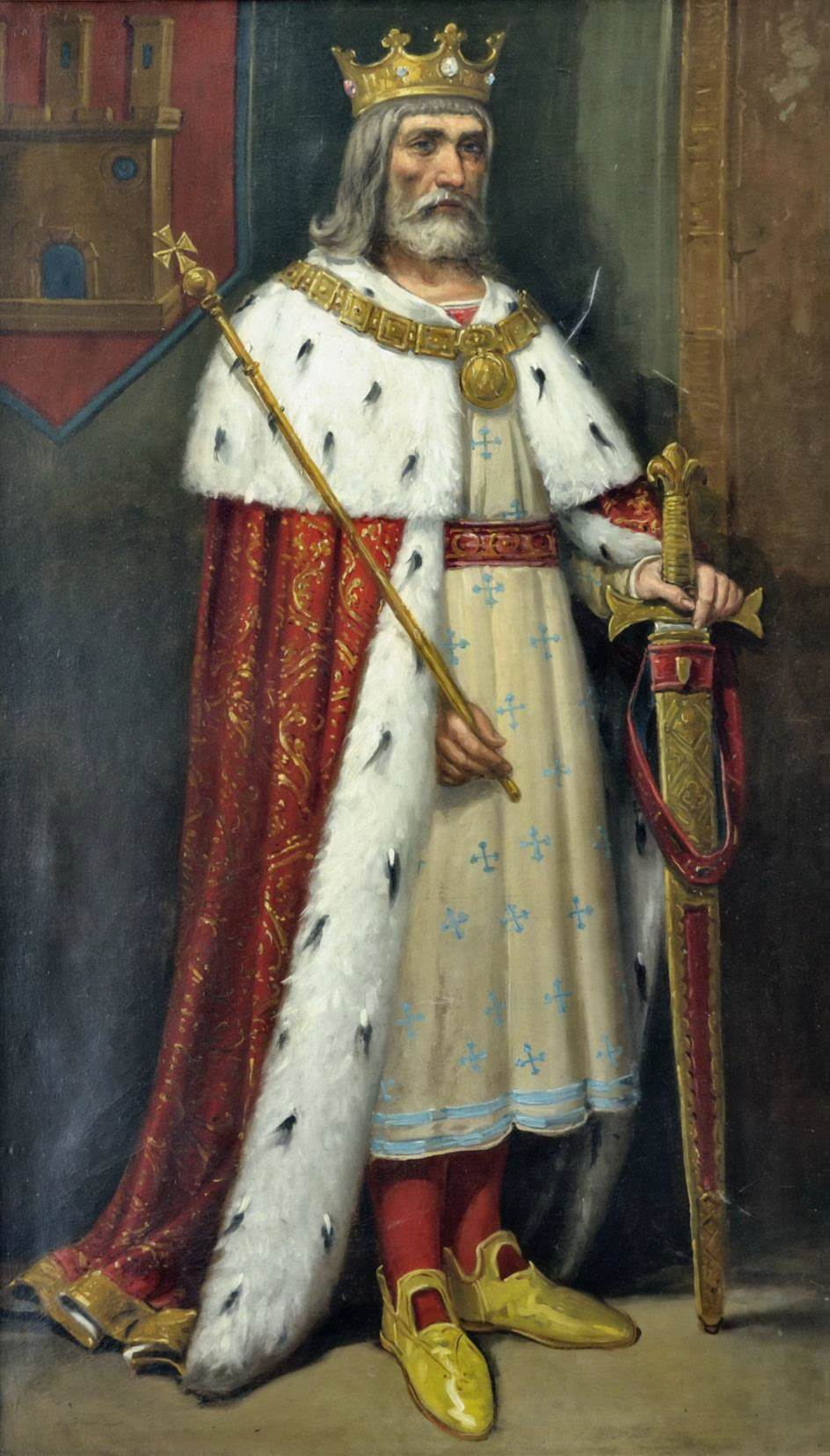
Альфонсо VIII 1158-1214 Король Кастилии
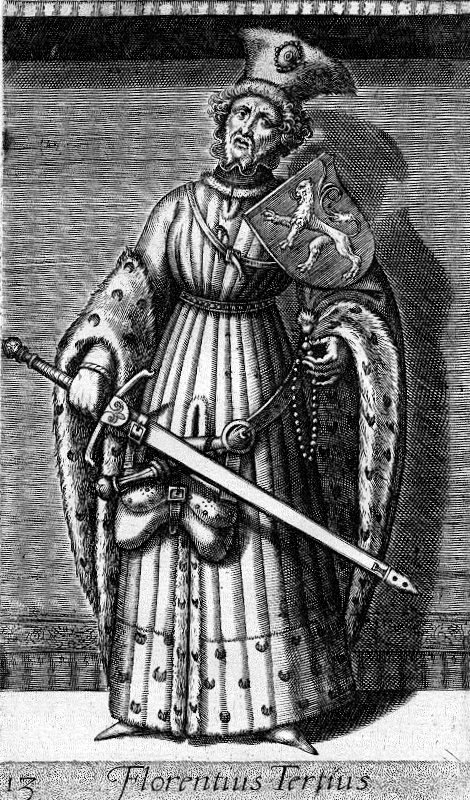
Флорис III 1157-1190 Граф Голландии
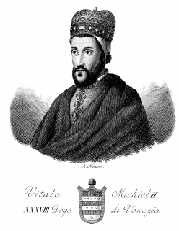
Витале II Микель 1156-1172 Дож Венеции
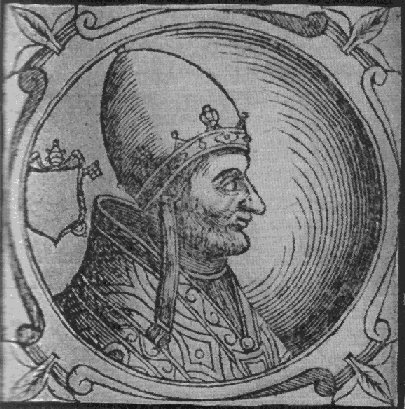
Адриан IV 1154-1159 Папа римский